# UBC Güssing Knights
El UBC Güssing Knights fue un club austríaco de baloncesto profesional de la ciudad de Güssing que compitió en la Admiral Basketball Bundesliga, la máxima categoría del baloncesto en Austria. Disputaba sus encuentros como local en el Aktiv Park Güssing, con capacidad para 1200 espectadores. En la primavera de 2016 el club quebró a falta de tres jornadas para terminar la liga regular. En ese momento iba primero.

## Nombres
- UBBC Guttomat Güssing (hasta 2004)
- Güssing Knights (2004-2008)
- UBC ökoStadt Güssing Knights (2008-2012)
- UBC Magnofit Güssing Knights (2012-2016)

## Resultados en la Liga Austríaca
| Temporada | División | Liga                          | Posición | Play-Offs        | Competición Europea     |
| --------- | -------- | ----------------------------- | -------- | ---------------- | ----------------------- |
| 2010–11   | 1        | Admiral Basketball Bundesliga | 11       | -                | –                       |
| 2011–12   | 1        | Admiral Basketball Bundesliga | 6        | Cuartos de final | –                       |
| 2012–13   | 1        | Admiral Basketball Bundesliga | 7        | Cuartos de final | –                       |
| 2013–14   | 1        | Admiral Basketball Bundesliga | 2        | Campeones        | –                       |
| 2014–15   | 1        | Admiral Basketball Bundesliga | 2        | Campeones        | Eurochallenge - Last 16 |
| 2015–16   | 1        | Admiral Basketball Bundesliga | 1*       | -                | -                       |

*El club quiebra a falta de tres jornadas para terminar la liga, en ese momento iba primero.

## Palmarés
- Admiral Basketball Bundesliga
  - Campeón: 2014, 2015

- Copa de baloncesto de Austria
  - Campeón: 2015

- Supercopa de baloncesto de Austria
  - Subcampeón: 2014

- 2.Bundesliga
  - Subcampeón: 2005, 2006

## Jugadores destacados
| - Christoph Astl - David Hasenburger - Matthias Klepeisz - Thomas Knor - Bernhard Weber - Thomas Dreesen - Ricardo Andreotti - Aleksandar Georgiev - Chavdar Kostov - Corey Hallett - Korran Rivers - Djuro Bjegovic - Yao Schaefer-Tsahe - Daniel Deri - Peter Szekeres - Karoly Szekeres - Seyni N'Diaye | - Elvis Kadic - Dragan Miletic - Nikola Vasić - Akbar Abdul-Ahad - Kareem Bartlett - Andre Calvin - Jason Chappell - Christopher Dunn - Jean Francois - Marcus Heard - Dario Hunt - Ed Johnson - Joey Knight - Marqus Ledoux - J. C. Mathis - Matt Morgan - Jeff Nelson | - Hamidu Rahman - Frank Richards - D.J.Richardson - Bernard Rock - Carleton Scott - Anthony Shavies - Travis Taylor - Demetrius Williams - Brandon Wood - Marwan Gaines - Aleksandar Djuric - Draguljub Krivacevic - Harry Bell - Jermaine Thomas - Varnie Dennis |